# Михаило Псел
Михаило Псел (грч. Μιχαήλ Ψελλός) је био византијски писац, филозоф, политичар, реторичар и историчар. Рођен је 1017. или 1018. године, последњи пут се помиње 1078. године и претпоставља се да је умро 1096. или 1097. године.

## Биографија и политичка каријера
Главни извор информација о животу Михаила Псела јесу његова дела, која садрже опсежне аутобиографске податке. Михаило Псел је највероватније рођен у Цариграду. Његова породица је дошла из Никеје и по његовим речима преци су му припадали елитном друштвеном слоју. Крштено име му је било Константин, док је Михаило име које је добио када се замонашио. Псел ('муцавац') је његов надимак који је добио по својој говорној мани.
Михаило Псел је своје образовање стекао у Цариграду. Када је имао око десет година, послат је у унутрашњост царства, где је радио као секретар провинцијског суда, како би помогао породици да повећа сестрин мираз. Када му је сестра умрла, напустио је овај посао и вратио се у Цариград да би наставио студије. Док је студирао код Јована Мавропуса, упознао је потоње патријархе Константина Лихуда и Јована Ксифилина, као и потоњег цара Константина X Дуку. Поново је још неко време радио у унутрашњости, али овог пута као судија. Пре 1042. године поново се вратио у Цариград, где је почео да ради на двору добивши звање секретара (ὑπογραμματεύς) царске канцеларије. Од тада почиње његова бурна дворска каријера. Постао је утицајан политички саветник цара Константина IX Мономаха (1042—1055). Током истог периода, постао је водећи професор на новооснованом Универзитету у Цариграду, где је предавао пуних девет година и добио почасну титулу „Конзул филозофије“ (ὕπατος τῶν φιλοσόφων).
Крајем Мономахове владавине, Псел се из одређених разлога нашао под политичким притиском и коначно одлучио да напусти двор, одлазећи у Олимпијски манастир у Битинији 1054. године. Убрзо по Мономаховој смрти царица Теодора (1055—1056) га позива да се врати на двор. Током наредних година остао је активан у политици, служећи као високо-рангиран политички саветник некилико царева. Одиграо је кључну политичку улогу приликом преношења власти са Михаила VI на Исака I Комнина 1057. године; затим са Исака Комнина на Константина X Дуку (1059); и са Романа IV Диогена на Михаила VII Дуку (1071). С обзиром да је Псел био Михаилов лични учитељ током владавине његовог оца Константина, и како је играо важну улогу у пружању помоћи Михаилу у преузимању власти од његовог очуха и супарника Романа, Псел је вероватно полагао наде у стицање утицајније позиције. Ипак, Михаило и није био толико склон протежирању Псела те након половине осме деценије XI века више не наилазимо на податке о било каквој његовој улози на двору. Неки научници верују да је Псел морао опет да се повуче у манастир у неком тренутку током '70. Следећи записе Пселовог колеге историчара Јована Зонаре, већина научника верује да је Псел умро убрзо након пада Михаила VII 1078. године, иако има и оних који предлажу касније датуме. Познато је да је Теофилакт Бугарски написао писмо Пселовом брату тешећи га због братове смтри, у коме каже „Ваш брат није умро, већ се упокојио у Господу ослободивши се тешког живота и болести“

## Личност
Псел је био општеобразована личност и уживао је углед једног од најученијих људи свога времена. Поносио се чињеницом да је лично у византијском школству васпоставио озбиљне студије античке филозофије, нарочито Платона. Његово опредељење за Платона и друге паганске филозофе учинило је да поједини његови савременици доведу у сумњу његову православну веру, па је у једном тренутку био приморан да јавно обзнањује своју веру како би се одбранио. Такође се поносио тиме што је био прави мајстор реторике, комбинујући мудрост филозофа и убедљивост беседника и уклапајући их у идеалан модел политичког вође и саветника. Модерним коментаторима, Пселова склоност ка дугим аутобиографским дигресијама у његовим делима послужила је као разлог да га сматрају сујетним и амбициозним. У исто време, његова политичка каријера и садржина „Хронографије“ навела је коментаторе да га сматрају покорним и опортуним, због његовог разметљивог некритичног става према неким царевима и због многих промена политичке лојалности током његовог живота. Ипак, неки коментатори се слажу да се између редова његових дела крије снажна иронија, нарочито је „Хронографија“ та која шаље веома критичке и подривачке поруке о царевина о којима говори, или чак о византијским хришћанским веровањима и моралу уопште.

## Историјска дела
Вероватно најпознатије и најуспешније Пселово дело је „Хронографија“. Реч је о историји византијских царева који су владали током периода који је претходио Пселу. Она обухвата владавину четрнаест царева и царица и почиње готово педесетогодишњом владавином Василија II „Бугароубице“ (976—1025), а завршава се добом владавине Михаила VII (1071—1078). Хронографију углавном чине серије биографија. Насупрот многим историографским делима, нагласак је много више стављен на опис ликова него на детаље политичких и војних догађаја. Такође обилује аутобиографским подацима о Пселовом политичком и интелектуалном развоју те даје далеко већу тежину периодима у којима је Псел заузимао значајне позиције у политичком животу (нарочито током владавине Константина IX), дајући читавом делу карактер политичких мемоара. Верује се да је Хронографија написана из два дела. Први део обухвата историју до Исака Комнина. Други део, који је писан у снажном апологетском тону, великим делом је encomium Пселових тадашњих заштитника, царева из династије Дука.

## Пселова богословска дела
Најдетаљнију библиографију богословских дела Михаила Псела, обрадио је и објавио архимандрит Амвросије (Погодин), а уз њега осврте на неке богословско-филозофске расправе и преглед Пселових дела изнео је и К. Крумбахер у Лексикону богословије и цркве и у Католичкој енциклопедији.
Од Пселових догматских дела најпознатија је поема „О догмама“ и њена прва глава „Свеобухватне вежбе“ Διδασκαλία Παντοδάπη, која садржи исповедаље вере, разматрање Светотројичне догме и објашњење хришћанске терминологије. Једино Пселово литургијско дело садржано је у поеми „О литургијској жртви“ и посвећено је тумачењу евхаристијског обреда. Сачувано је више његових проповеди од којих су најпозтије беседе одржане на: Благовести, Усековање главе Светог Јована Крститеља, Пренос моштију архиђакона Стефана, о чудима Архангела Михаила, на Васкрс и др.
Најважније егзегеретичко дело Михаила Псела је тумачење библијске „Песме над песмама“, а бројни су и његови антрополошки трактати такође садржани у „Свеобухватним вежбама“ – „О разуму“ (20-26 главе), „О души“ (27-31 главе) и „О врлинама“ (48-58 главе); као и издање Пселових жучних расправа под насловом „Philosophica minora“, међу којима ваља издвојити расправу „О предодређености смрти“, која одбације доктрину о апсолутној Божијој промисли свих догађаја у животу човека.
Пселови трактати о демонологији представљају синтезу античких и светоотачких учења о демонима – „О демонима“, „О демонским делима“, „Неколико хеленских представа демона“, „Демони код Хелена“. Поред свих поменутих Пселових трактата, најзанимљувијом се чини расправа „О разликама између богословља и хеленских учења“, посвећена сличностима хришћанства и Антике.
Најсвеобухватније издање Пселових богословских дела је „Michaelis Pselli theologica“, у коме су изложене расправе и тумачења списа Светог Григорија Богослова као и неких делова Светог писма. У књизи „Michaelis Pselli poemata“ налазе се у стиху писани: богослужбени канони (служба Симеону Метафрасту и Козми Мајумском), поема о стварању Адамовом, о његовом изгнанству и о антихристима, Пселова литургијска поема, полемички списи у стиху – против Латина, о крштењу, „за душу“ и др.

## Класична дела
Псел је иза себе оставио бројна дела реторског карактера у класичном духу. У његово време приватни сукоби су се понекад завршавали разменом сатирчних списа које су аутори настојали и да објаве у јавности. Његов велики успех је изазивао завист савременика, а он сам је био неприкосновени мајстор у изазивању и вређању својих противника. Говорио је да су они: жабе које крекећу, пси који лају, глупаци. Монах Олимпијског манастира у Битинији Јаков, саставио је стихове у којима је Псела поредио са Зевсом, који оставши без лепих богиња, није могао да живи на Олимпу. Псел му је упутио сатирични одговор у облику пародије на литургијски канон, у коме акростих гласи „Складно опевам ту пијаницу Јакова“ (Μέθυσον Ἰάκωβον εὐρύθμως δάω).
Михаило Псел је био човек који је за своје време поседовао велика античка знања и био вешт да их уновчи. Његов стил није патетичан већ више духовит. Лирика и сатира му нису стране, што је видљиво код његовог описа византијског попа, кога он као ретко ко узима на зуб ("и бешчасни поп, мој поп“ = καὶ ποταπὸς παππᾶς ὁ παππᾶς ὁ ἐμός):
Оно шта мој поп представља, могао бих описати у литургијским стиховима, али такве не знам да пишем. Најзад то и не би било неопходно, јер он и не личи много на попа: од његове мантије остале су само закрпе; што се образовања тиче, остао је у првом разреду основне школе, али је ненадмашан у коцкању и доброј капљици.
Иако се у први мах чине сатиром, Пселове речи су добрим делом реалистична представа византијског друштва његовог доба. О томе такође говори и његова сатира о крчмару који је постао судија.

## Пселови математички есеји
Од Пселових дела из области математике, која су била веома популарна у XVI веку, најважнија је на латински језик превео и објавио Ксиландером 1556. године под називом "Arithmetica, Musica, Geometria et Astronomia". Осим тога, потпуно издање је садржало и неке изоловане делове композиције. Од издања ове врсте позната су: "Ψέλλόυ τών περί άριθμητικής συνοψις" (1538), "Arithmetica, Musica et Geometria Mich. Pselli" (1592), "M. Pselli compendium mathematicum" (1647). Пселово дело представља светлу тачку под претпоставком да после њега долази до краја доба грчке математике.
У области музике дато је објашњење боја и облика. Најзад, у областима геометрије и астрономије Псел се бави само коментарисањем дела појединих научника, без пружања сопствених виђења. Од осталих Пселових дела из ових области објављена су: "Liber de lapidum virtutibus" (Тулуз, 1615) и "De terrae situ, figura et magnitudine".

## Остала дела
Псел је иза себе такође оставио велики број других списа:
1. "Historia syntomos", краћи дидактички историјски спис у форми хронике света.
2. Велики број научних, филозофских и богословских расправа и других дела која обрађују теме попут астрономије, медицине, музике, права, физике и лаографије.
3. Различите дидактичке поеме о граматици и реторици.
4. Три „Епитафа“ или посмртна говора посвећена патријарсима Михаилу Керуларију, Константину III Лихуду и Јовану Ксифилину.
5. Посмртна беседа посвећена мајци, која обилује великом количином аутобиографских података.
6. Неколико панегирика, убедљивих беседа (укључујући дела против Богумила и Месалијана) и говори упућени његовим царевима патронима.
7. Неколико стотина личних писама.
8. Реторичке вежбе и есеји на поменуте теме.
9. Наменски, сатирични и епиграмски стихови.

## Псеудо Псел
Једно време је владало мишљење да је постојао још један византијски писац истог имена, Михаило Псел Старији (Псеудо Псел), који је живео на острву Андрос у IX веку и који је био ученик Фотија I и учитељ цара Лава VI Мудрог. Неки аутори су овог Михаила Псела називали „млађи“. Ово уверење се заснивало на одредницама у средњовековној хроници, Σύνοψις Κεδρηνοῦ-Σκυλίτση, која његово име помиње у том контексту. Сада се верује да је навођење Пселовог имена у овој хроници грешка неуког преписивача из поменутог доба и да „Михаило Псел Старији“ никада није ни постојао.
Израз Pseudo-Psellos такође се употребљава у модерној науци да би се означили аутори неколико каснијих дела за које се верује да су грешком приписана Пселу.

## Издања
- Chronographie ou histoire d'un siècle de Byzance (976—1077). Ed. Émile Renauld. 2 vols. Paris 1926/28. [Стандардно модерно издање]
- Imperatori di Bisanzio (Cronografia). Ed. Salvatore Impellizzeri. 2 vols. Vicenza 1984. [Ново обрађено издање на италијанском језику]
- Chronographia, ed. E. R. A. Sewter. London 1953. [енглески превод, потпун online текст Архивирано на веб-сајту  (14. август 2014)
- Chronographia, ed. Vrasidas Karalis. 2 тома. Athen 1992/96 [превод на савремени грчки].
- Vidas de los emperadores des Bizancio (Cronografia). Ed. Juan Signes Codoñer. Madrid 2005 [шпански превод].
- Autobiografia (Encomio per la madre. Ed. Ugo Criscuolo. Naples 1989.
- De omnifaria doctrina. Ed. Leendert G. Westerink. Utrecht 1948.
- De operatione daemonum. Ed. Jean-François Boissonade. Nürnberg 1838, репринт издање Amsterdam 1964.
- De operatione daemonum. Tr. Marcus Collisson. Sydney 1843. потпун online текст
- '"Éloge inédit du lecteur Jean Kroustoulas." Ed. Paul Gautier. Rivista di studi bizantini e neoellenici, n.s. 17-19 (27—29), 1980-1982: 119-147.
- Epistola a Giovanni Xifilino. Ed. Ugo Criscuolo. Naples 1990.
- Epistola a Michele Kerulario. Ed. Ugo Criscuolo. Naples 1990.
- Historia Syntomos. Ed. Willem J. Aerts. Berlin 1990.
- Orationes hagiographicae. Ed. Elizabeth A. Fisher. Stuttgart/Leipzig 1994.
- Orationes panegyricae. Ed. Geoge T. Dennis. Stuttgart/Leipzig 1994.
- Oratoria minora. Ed. Antony R. Littlewood. Leipzig 1984.
- Orazione in memoria di Constantino Lichudi. Ed. Ugo Criscuolo. Messina 1983.
- Philosophica minora I. Ed. John M. Duffy. Stuttgart/Leipzig 1992.
- Philosophica minora II. Ed. Dominic J. O'Meara. Leipzig 1989.
- Poemata. Ed. Leendert G. Westerink. Stuttgart/Leipzig 1992.
- Scripta minora magnam partem adhuc inedita. 2 vols. Ed. Eduard Kurtz, Franz Drexl. Milan 1936/41.
- Essays on Euripides and George of Pisidia and on Heliodorus and Achilles Tatius. Ed. Andrew R. Dyck. Wien 1989.
- Theologica I. Ed. Paul Gautier. Leipzig 1989.
- Theologica II. Ed. Leendert G. Westerink, John M. Duffy. München/Leipzig 2002.